# Kaldidalur
Koordinaten: 64° 34′ 0″ N, 20° 46′ 0″ W

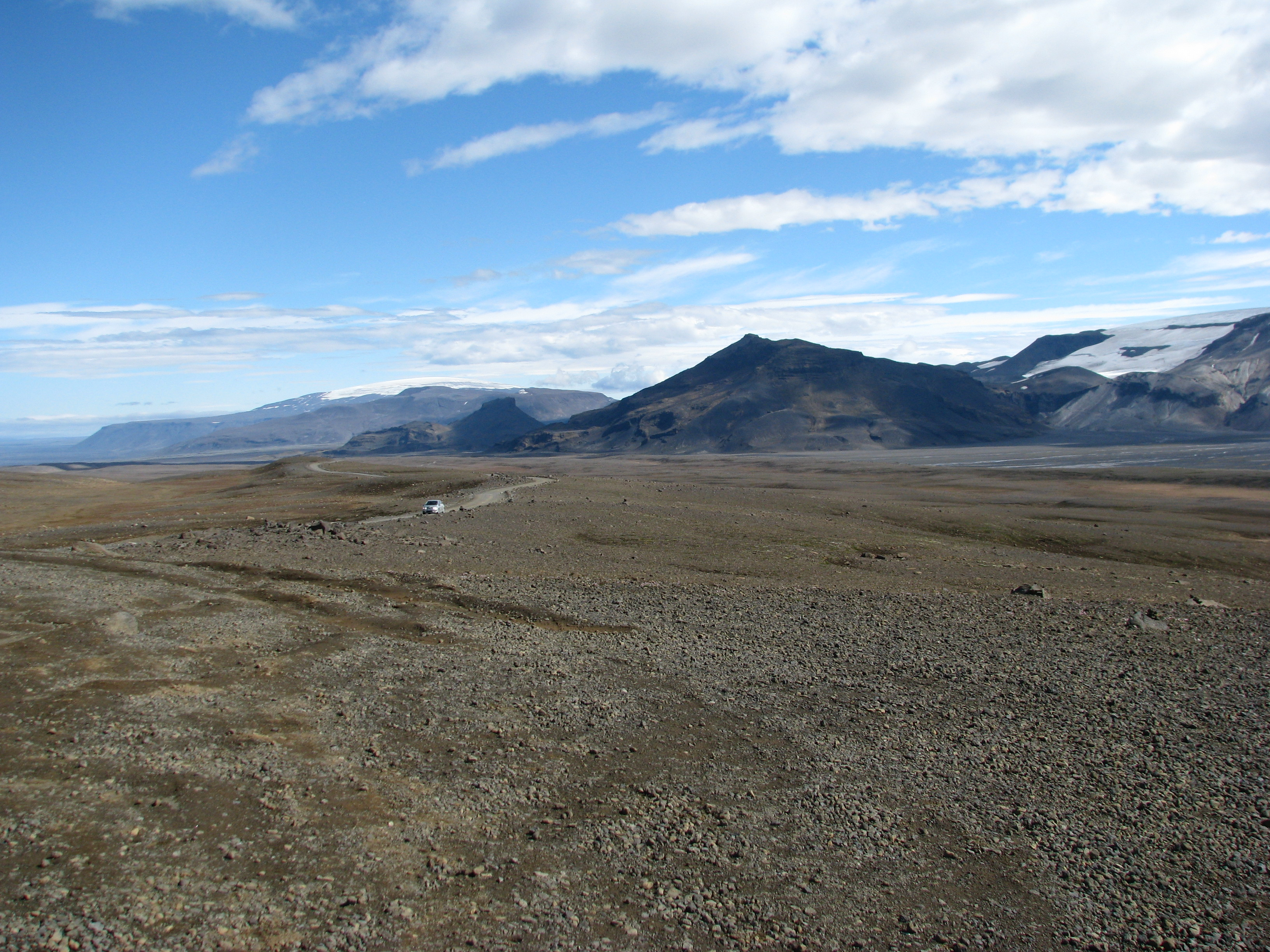
Kaldidalur-Piste vom Beinakerling in nördliche Richtung, re. Prestahnjúkur und Geitlandsjökull, in der Mitte im Hintergrund Eiríksjökull

Das Kaldidalur (isl. kaltes Tal) ist ein Tal im westlichen Isländischen Hochland. Es liegt im Gemeindegebiet von Borgarbyggð.

## Lage
Es befindet sich zwischen dem Vulkan Ok und dem Gletscher Þórisjökull. Sein höchster Punkt liegt auf 727 m. Das Vulkansystem des Prestahnúkur befindet sich östlich des Tales.

## Hochlandpiste
Der Kaldadalsvegur  ist eine Hauptstraße im Hochland im Westen von Island, der durch dieses Tal führt.

## Photos

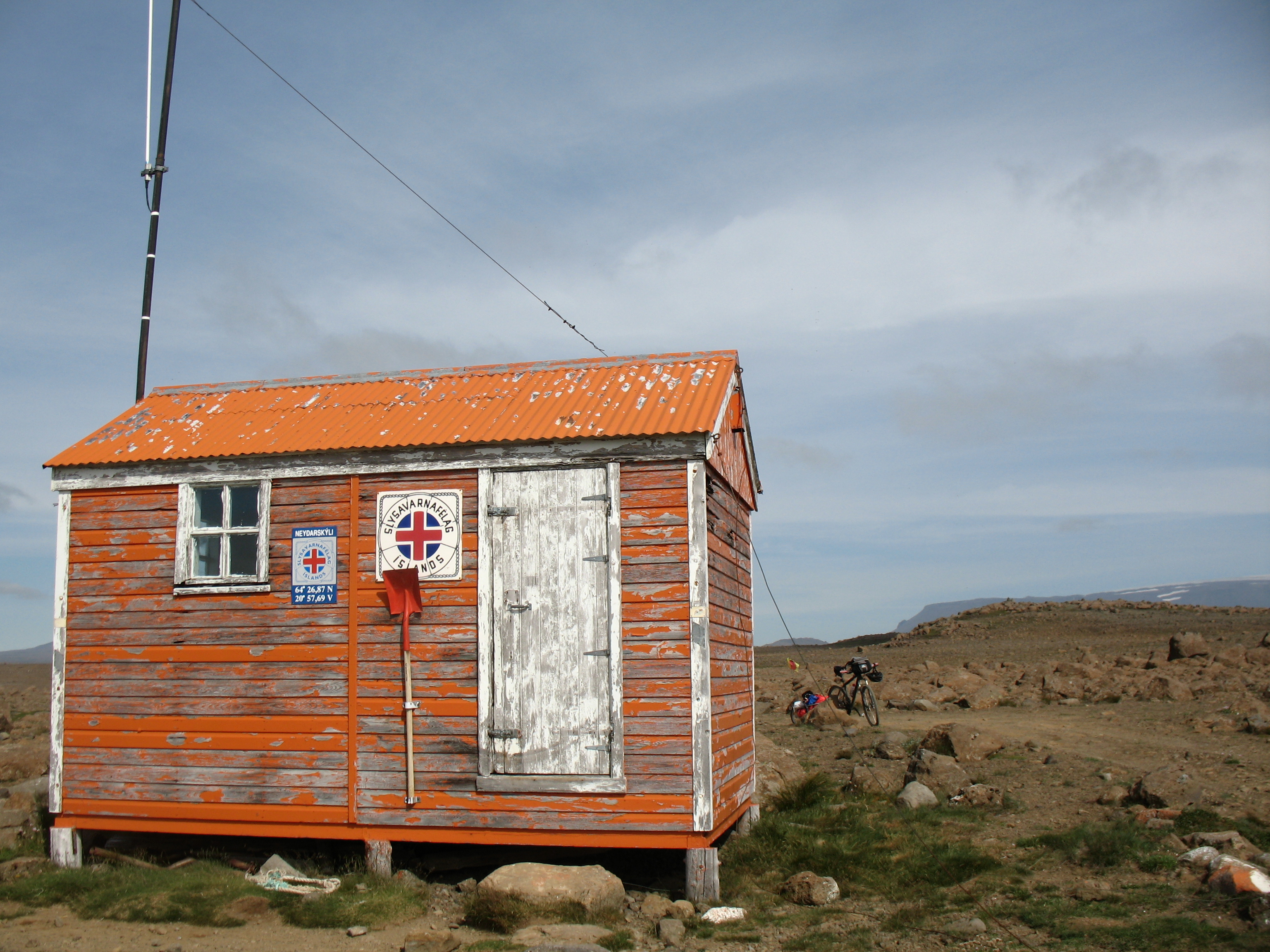
Nothütte
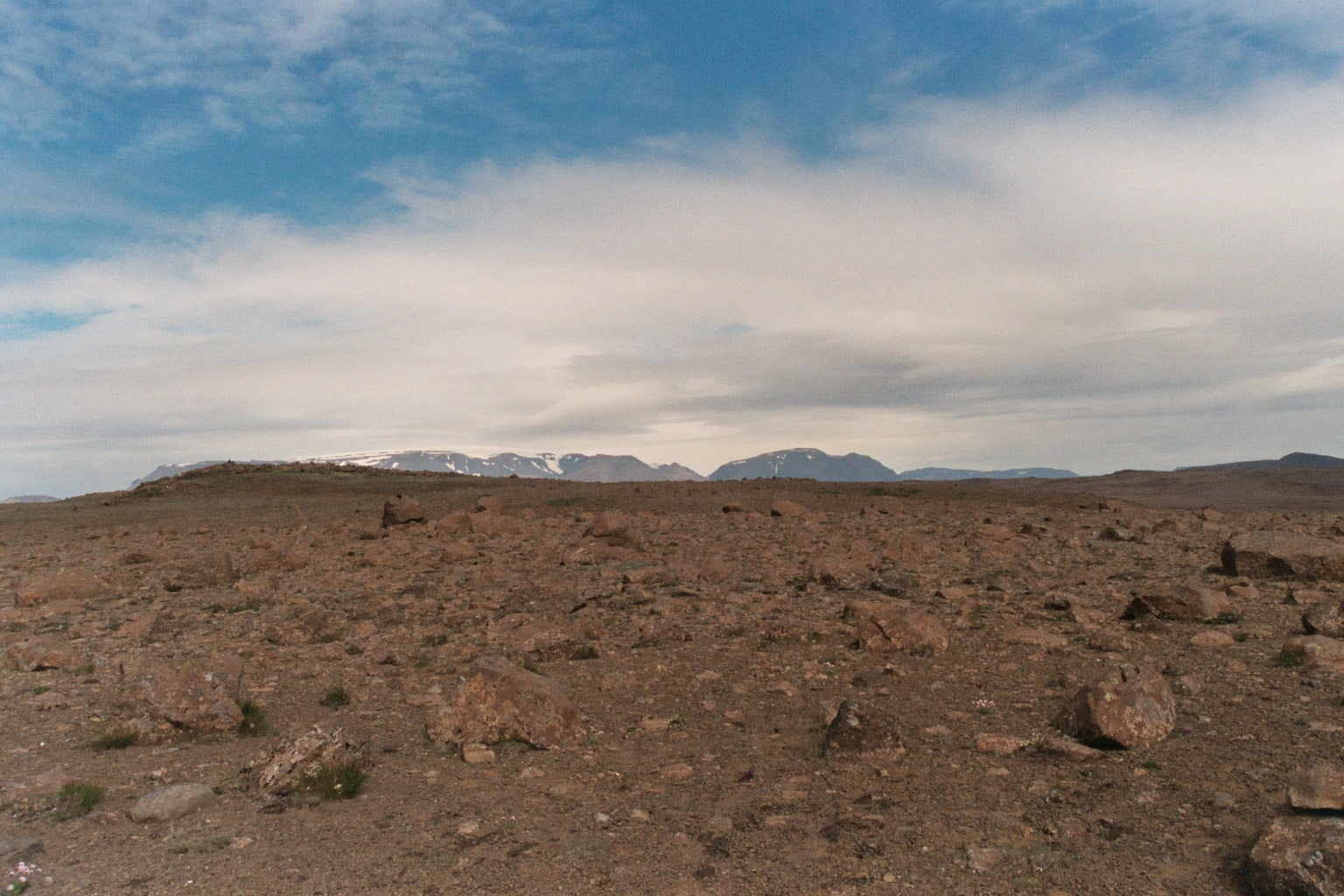
Wüstenhafte Landschaft
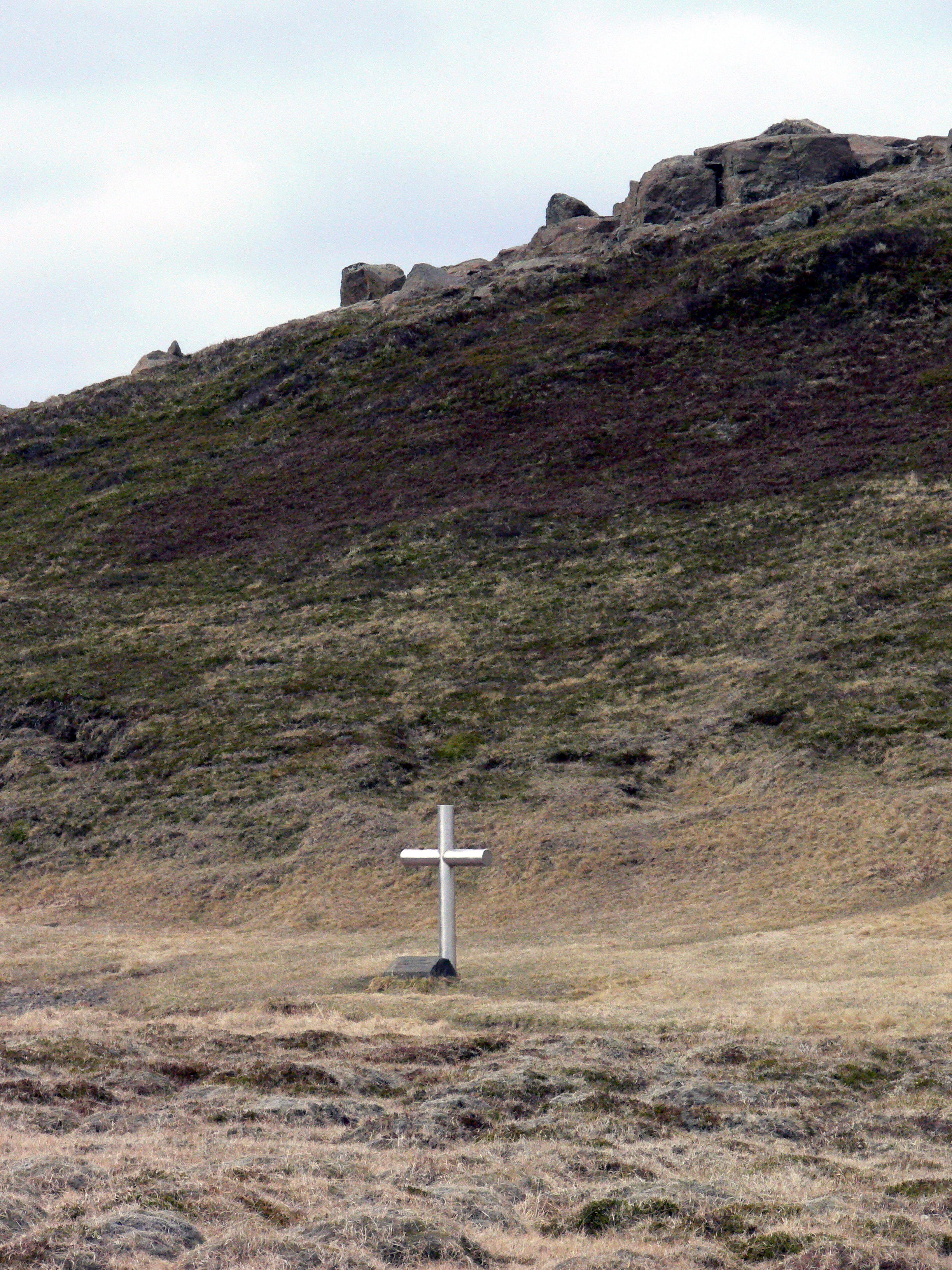
Biskupsbrekka
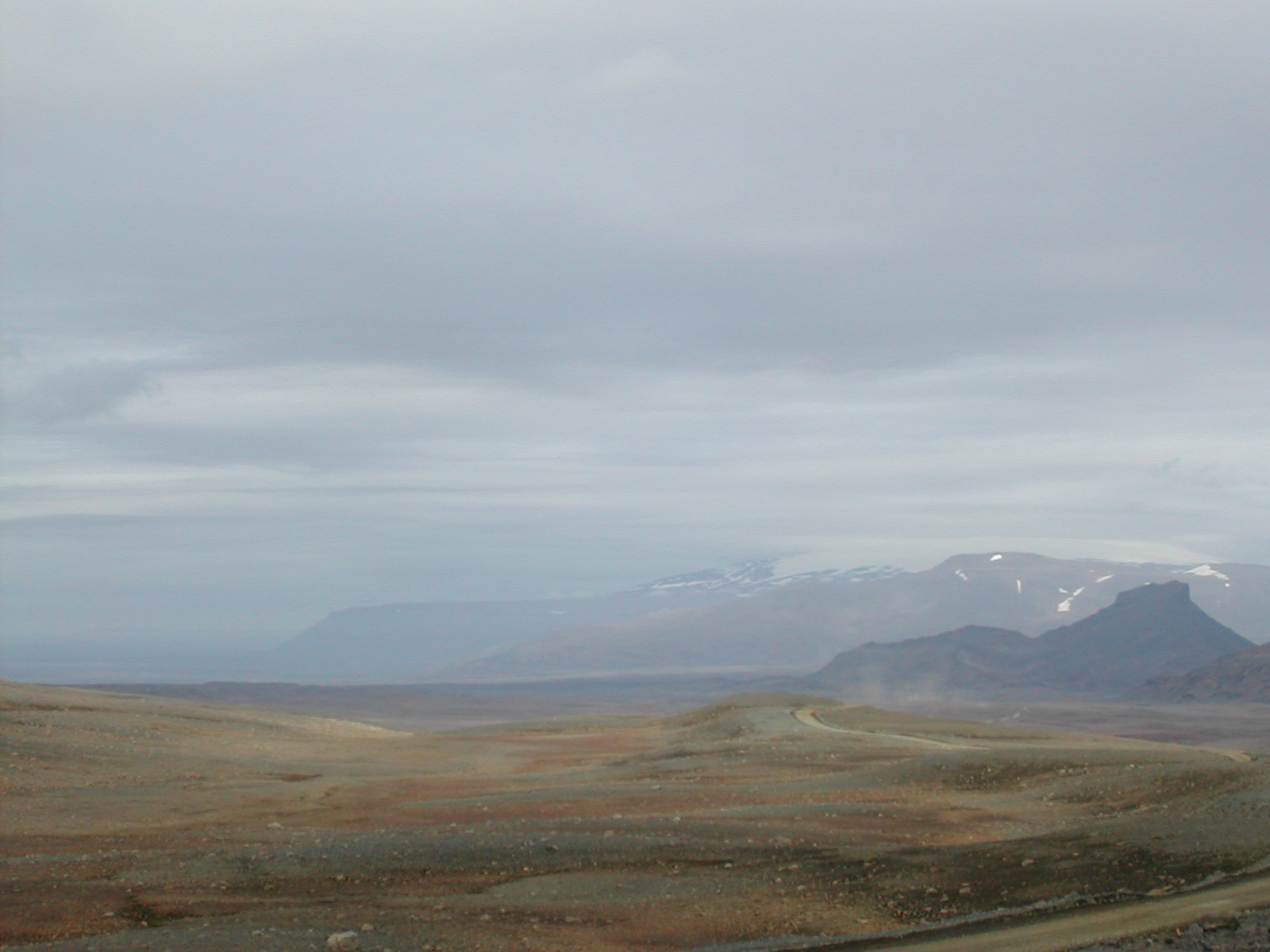
Kaldidalurpiste am Þorisjökull